# Religión en Ucrania
Los territorios de la actual Ucrania históricamente fueron habitados por tribus paganas, pero el rito bizantino del cristianismo se introdujo al comenzar el primer milenio. Los escritores buscaron hacer creer que el cristianismo de Ucrania fue introducido por el Apóstol Andrés.
Sin embargo, fue recién en el siglo X que el Imperio bizantino influenció al estado emergente. La primera conversión reconocida fue la de la princesa Santa Olga que llegó a Constantinopla en 945 o en 957. Varios años después, su nieto, el knyaz Volodýmyr de Kiev bautizó a su pueblo en el río Dniéper. Ahí comenzó la larga historia del dominio de la cristiandad oriental en la Rutenia que más tarde influenciaría a Ucrania y también a Rusia.
El judaísmo está presente en tierras ucranianas desde hace 2000 años, cuando los comerciantes judíos aparecieron en las colonias griegas. Desde el siglo XIII, la presencia judaica en Ucrania aumentó significativamente. Más tarde, en Ucrania se estableció una nueva enseñanza del judaísmo: el jasidismo.
El islam comenzó en Ucrania con la Horda de Oro durante el Imperio otomano. Los tártaros de Crimea aceptaron el islam porque Crimea era una parte de la Horda de Oro y más tarde de los vasallos del Imperio otomano.
La religión en Ucrania pasó por una serie de fases, en especial los tiempos de la Unión Soviética, cuando el dominio del régimen oficial comunista era muy poderoso y los cristianos fueron perseguidos, lo que hizo que sólo un pequeño grupo de personas asistieran con frecuencia oficialmente a la iglesia.

## Estructura religiosa de la sociedad
En una investigación nacional del independiente Razumkov Centre del año 2003 se constató que 75,2 por ciento de los entrevistados creen en Dios y 22 por ciento dijeron que no creen en Dios. En tanto que el 37,4 por ciento dijeron frecuentar la iglesia regularmente.
Hasta el 1 de enero de 2006, había 30.507 organizaciones religiosas registradas, incluyendo 29.262 comunidades religiosas. Por su parte, el Gobierno estimó que había cerca de 1.679 comunidades religiosas no registradas. Más del 90 por ciento de los ciudadanos religiosamente activos eran cristianos, en su mayoría ortodoxos. La práctica religiosa es en general más fuerte en la parte occidental del país, debido a que el oeste de Ucrania formó parte de la Unión Soviética por un período más corto (1939–1941, 1944–1991).
La investigación nacional independiente estimó las diferentes confesiones de la sociedad ucraniana y este resultado difiere del número oficial de grupos religiosos registrados. La Iglesia ortodoxa ucraniana del Patriarcado de Moscú fue adscrita a la Iglesia ortodoxa rusa en 1686, permaneciendo así en los tiempos del Zarato moscovita, Imperio ruso y la Unión Soviética y tuvo el favor de muchas autoridades locales.

### Iglesia ortodoxa ucraniana - Patriarcado de Moscú
Actualmente, la Iglesia Ortodoxa Ucraniana - Patriarcado de Moscú tiene 35 eparquías y 10.875 comunidades (cerca del 68 por ciento de todas las comunidades cristianas ortodoxas del país), la mayoría ubicadas en el centro, sur y este de Ucrania. En el año 2007, la Iglesia tenía 122 monasterios, 3.519 monjes y monjas, 7.509 sacerdotes y 7.755 iglesias contando las 840 iglesias en construcción.

### Iglesia Ortodoxa de Ucrania
En 2018, la Iglesia ortodoxa de Ucrania y Iglesia ortodoxa autocéfala ucraniana se unieron en una sola rama Cristiana ortodoxa.
El 5 de enero de 2019, Bartolomé I, el Patriarca Ecuménico de Constantinopla, firmó el Tomos por el que se reconocía y establecía oficialmente la recién formada Iglesia ortodoxa de Ucrania y a la que se otorgó la autocefalia (autogobierno).
El actual líder de la Iglesia ortodoxa de Ucrania es el Metropolitano Epifanio I de Kiev y de Toda Ucrania fue elegido Primado de la Iglesia ortodoxa de Ucrania el 15 de diciembre de 2018.

#### Iglesia ortodoxa de Ucrania - Patriarcado de Kiev

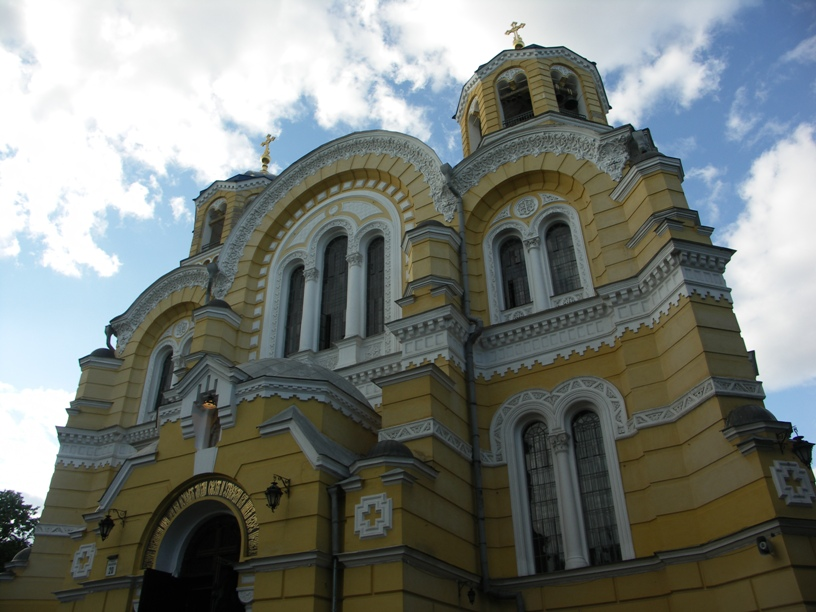
La Catedral de San Volodýmyr en Kiev.

La Iglesia Ortodoxa Ucraniana - Patriarcado de Kiev se formó después de la independencia, desde 1995 es dirigida por el Patriarca Filaret (Denysenko), que antes era Metropolitana Ortodoxo Ruso de Kiev y de toda Ucrania. La Iglesia afirma tener línea directa con el metropolitano de Kiev, Petro Mohyla.
Tiene 31 eparquías, 3.721 comunidades y 2.816 miembros del clero. Aproximadamente el 60 por ciento de sus fieles viven en la parte occidental del país. No está reconocida por la Comunión Ortodoxa Oriental.
Las lenguas litúrgicas de esta iglesia son el ucraniano y el eslavo.
Hacia el año 2018 la Iglesia ortodoxa de Ucrania y Iglesia Ortodoxa Autocéfala Ucraniana se unieron en una sola rama Cristiana ortodoxa.
El actual líder de la Iglesia ortodoxa de Ucrania ucraniana es el Metropolitano Epifanio I de Kiev y de Toda Ucrania fue elegido Primado de la Iglesia ortodoxa de Ucrania el 15 de diciembre de 2018.

#### Iglesia ortodoxa autocéfala ucraniana
La Iglesia ortodoxa autocéfala ucraniana se fundó en 1919, en Kiev. Durante la era soviética fue proscrita y en 1989 volvió a ser legalizada.
Tiene 12 eparquías y 1166 comunidades, casi el 70 por ciento en la parte occidental del país. Su clero tiene 686 miembros.
Todavía no nombraron un patriarca para suceder al fallecido Patriarca Dmitriy, ante una posible unificación futura de las iglesias ortodoxas del país. Liderada formalmente por el Metropolita Methodij de Ternopil y Podil, sin embargo, las grandes eparquías de Járkov-Poltava, Lviv, Rivne-Volyn y Tavriya, rompieron sus relaciones oficiales con Methodij y pidieron pasar a la jurisdicción directa con base en Estambul del Patriarca Ecuménico Bartolomeu I.
El idioma litúrgico que usa es el ucraniano.
Hacia el año 2018 la Iglesia ortodoxa de Ucrania y Iglesia Ortodoxa Autocéfala Ucraniana se unieron en una sola rama Cristiana ortodoxa.
El actual líder de la Iglesia ortodoxa autocéfala ucraniana es el Metropolitano Epifanio I de Kiev y de Toda Ucrania fue elegido Primado de la Iglesia ortodoxa de Ucrania el 15 de diciembre de 2018.

### Iglesia Greco-Católica Ucraniana
La Iglesia Greco-Católica Ucraniana es el segundo mayor grupo de creyentes luego de las iglesias ortodoxas cristianas. En 1596 la Unión de Brest formó la Iglesia para unificar a los creyentes católicos ortodoxos y romanos formando parte de una de las 24 Iglesias particulares sui iuris en comunión con Roma que forman a la Iglesia católica. La Unión Soviética la prohibió en 1946 y en 1987 fue legalizada nuevamente.
La IGCU tiene 18 eparquías, 3.433 parroquias y 2.136 miembros del clero. Los miembros de la Iglesia son cerca de cuatro millones de fieles, la mayoría de los creyentes en Ucrania occidental.
El actual jefe de la Iglesia Greco-Católica Ucraniana es el Arzobispo Mayor Sviatoslav Shevchuk.
La lengua litúrgica utilizada es el eslavo eclesiástico junto con el ucraniano.

### Iglesia Católica (de Rito Latino)
La Iglesia católica se asocia tradicionalmente a los grupos históricos de ciudadanos de ascendencia polaca que viven en su mayoría en las regiones céntrica y occidental.
La Iglesia Católica se divide en siete diócesis, tiene 879 parroquias y 499 miembros del clero que sirven a cerca de un millón de personas.
Los idiomas que usa son el polaco, el latín, el ucraniano y el ruso. Los católicos latinos están en comunión con los griego-católicos ucranianos.

### Iglesias Protestantes ucranianas
Los protestantes son entre el 1% y el 3% de la población de Ucrania, pero constituyen más del 25% de la red de iglesias del país. La mayor es la pentecostal, con más de 2.500 iglesias y 250 mil miembros en varias hermandades. También hay 1560 iglesias carismáticas. Hay más de 2.500 iglesias bautistas con más de 450 mil miembros, además de metodistas, menonitas, luteranos, presbiterianos y otros.

#### Unión de Iglesias Evangélicas Bautistas Cristianas de Ucrania
La Unión Evangélica Bautista de Ucrania o Unión de Iglesias Bautistas Cristianas Evangélicas de toda Ucrania (AUC ECB); (Ucraniano: Всеукраїнський союз церков євангельських християн-баптистів (ВСЦ ЄХБ); Rusia: Всеукраинский союз церквей евангельских христиан-баптистов (ВСЦ ЕХБ)) es la mayor rama protestante Cristiana por número de afiliados en Ucrania. Está afiliada a Alianza Mundial Bautista. La sede está en Kiev.

### Otras iglesias y movimientos cristianos
En Ucrania también hay comunidades activas de católicos armenios, apostólicos armenios y otras. La Embajada de Dios de Sunday Adelaja mantiene una presencia significativa en todo el país, igual que los otros grupos neopentecostales. Los Testigos de Jehová son fuertes, con 265.985 adeptos registrados en su Anuario del 2013. En el 2010, la Iglesia de Jesucristo de los Santos de los Últimos Días (Mormones) construyó su Templo en la capital Kiev y en 2012 reivindicó más de 11.000 adeptos en 57 congregaciones en Ucrania. Otros movimientos activos incluyen Adventistas del Séptimo Día, iglesias protestantes pentecostales y branhamitas.

#### Embajada De Dios
1994 - 2002 Iglesia Bíblica del Mundo de la Fe
2002 - actualidad a Embajada del Bendito Reino de Dios para Todas las Naciones
Su fundador y actual líder es Sunday Adelaja
La Embajada del Bendito Reino de Dios para Todas las Naciones (también conocida como Embajada De Dios) es una megaiglesia, denominación y organización paraeclesiástica carismática cristiana evangélica con sede en Kiev, Ucrania. El pastor principal es Sunday Adelaja.

#### Testigos de Jehová
Los Testigos de Jehová son una denominación cristiana milenarista y restauracionista con creencias antitrinitaristas distintas de las vertientes principales del cristianismo. Se consideran a sí mismos una restitución del cristianismo primitivo, creencia que se basa en su entendimiento de la Biblia, preferentemente de su Traducción del Nuevo Mundo de las Santas Escrituras. Su objetivo, según ellos, es honrar a Jehová y evangelizar el Reino de Dios por todo el mundo.
- Un día antes de Invasión rusa de Ucrania de 2022 los datos eran:
  - Evangelizadores: 129.143
  - Congregaciones: 1.489
  - Proporción de testigos de Jehová por cantidad de habitantes: 1 por cada 323

#### Movimiento de los Santos de los Últimos Días
También conocido como mormonismo, es un movimiento religioso conformado por un grupo de iglesias cristianas que trazan su origen hasta la llamada Iglesia de Cristo, fundada por el estadounidense Joseph Smith en 1830.
La base de su doctrina la constituyen la Biblia, el Libro de Mormón y la recopilación denominada Doctrina y convenios. Otros textos, como el Libro de Abraham o la Traducción de la Biblia de Joseph Smith tienen aceptación mixta dentro del movimiento, siendo aceptados como escritura sagrada por algunas iglesias y rechazados por otras.
- Un día antes de Invasión rusa de Ucrania de 2022 los datos eran:
  - 0,003%
  - 2 Misiones
  - 4 Distritos
  - 1 Templo

### Islam

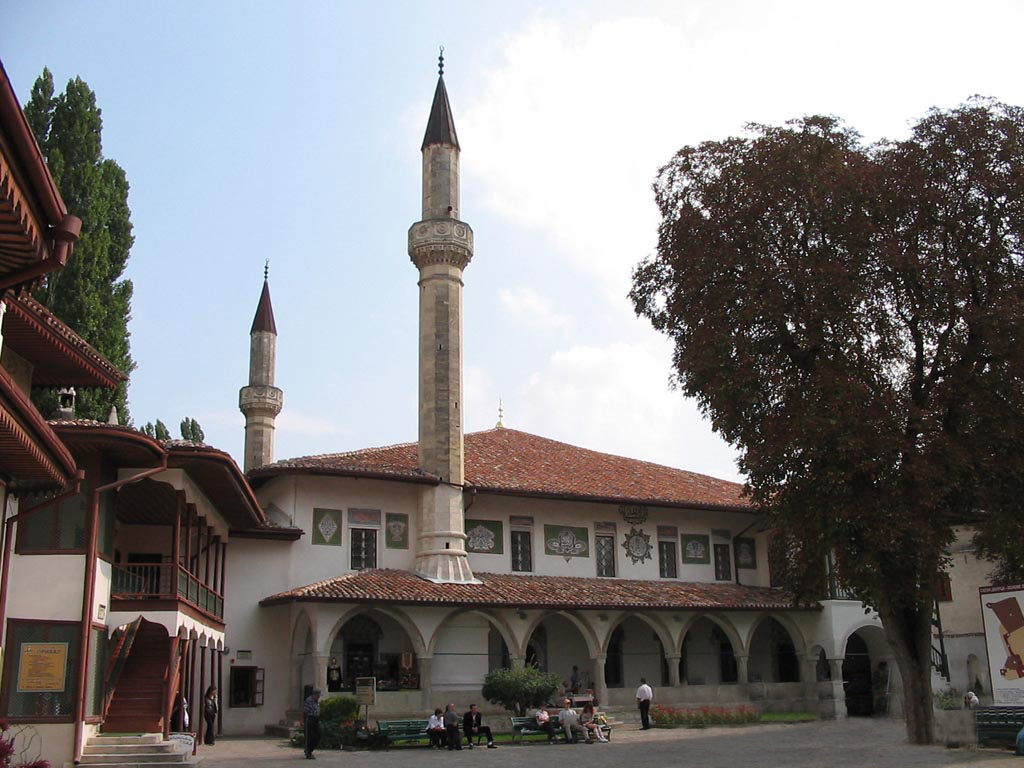
El palacio del Kanato de Crimea en Hansaray fue el centro del islam en Ucrania por más de 300 años

Según el Pew Research Center en su informe de 2009, se estima que hay unos 456 mil musulmanes en Ucrania. En Crimea, los musulmanes ucranianos llegan a ser el 12% de la población. Durante un determinado período, la mayor parte de las estepas del sur de la Ucrania moderna perteneció a los pueblos túrquicos, de mayoría musulmana, desde la caída del Kanato de Jazaria.
El único grupo étnico musulmán nativo en el país son los "Tártaros de Crimea" ya que los nogayos, otro grupo de musulmanes que vivían en las estepas del sur, emigraron a Turquía entre los siglos 18 y 19. También existen comunidades musulmanas en todas las grandes ciudades ucranianas que representan a los inmigrantes de la era soviética de origen musulmán. Hay aproximadamente 150 mezquitas en Ucrania.

### Judaísmo
El tamaño de la población judaica actual es variable. El Comité Provincial de Estadísticas estimó que hay unos 103.600 judíos. Sin embargo, algunos líderes judíos dicen que la población judaica podría ser de unos 300 mil. Otros observadores creen que entre 35 y 40 por ciento de la población judía es activa en la comunidad y hay 240 organizaciones judaicas registradas. La mayoría de los judíos practicantes eran ortodoxos. Hay unas 104 comunidades Jabad-Lubávich en el país.